# Большая грудная мышца
Больша́я грудна́я мы́шца (лат. musculus pectoralis major) — крупная поверхностная мышца веерообразной формы, расположенная на передней поверхности груди. Под ней находится треугольной формы малая грудная мышца.

## Анатомия
Мышца начинается пучками на медиальной половине ключицы, рукоятке и теле грудины, хрящах II—VII рёбер, передней стенке влагалища прямой мышцы живота.
Прикрепляется мышца на гребне большого бугорка плечевой кости (crista tuberculi majoris humeri).
Состоит из двух частей:
- Ключичная часть — начинается на внутренней половине ключицы;
- Грудино-реберная часть — начинается на передней поверхности грудины и хрящей верхних шести рёбер;

Волокна всех двух частей соединяются и прикрепляются к гребню большого бугорка плечевой кости.
От дельтовидной мышцы отделена дельтовидно-грудной бороздой (BNA).

### Кровоснабжение
Мышца кровоснабжается внутренней грудной артерией её передними межрёберными ветвями, грудоакромиальной артерией её грудной ветвью, верхней грудной артерией, латеральной грудной артерией и задними межрёберными артериями.

### Иннервация
Иннервация осуществляется медиальным и латеральным грудными нервами от плечевого сплетения, уровень выхода корешков C7—Th1.

## Функция
Напряжение большой грудной мышцы при фиксированном корпусе и свободной верхней конечности вызывает сгибание плеча, приведение его к туловищу и пронацию. При поднятом плече и фиксированном корпусе — опускает поднятое плечо. Приподнимает рёбра, участвуя в акте вдоха.